# Jorge Bunster
Pour les articles homonymes, voir Bunster.
Jorge Bunster (né le 17 mars 1953) est un homme d'affaires et un homme politique chilien.
Il dirige la compagnie pétrolière Empresas Copec pendant 19 ans. Il occupe le poste de ministre de l'Énergie (en) de 2012 à 2014.